# Giuseppe Pizzarelli
Giuseppe Pizzarelli (Catania, 24 agosto 1848 – Catania, 29 novembre 1923) è stato un politico italiano.

## Biografia
Figlio di Paolo – un Paolo Pizzarelli fu componente commissione di Antichità e Belle Arti a Palazzolo nel 1840 –, divenne per tre volte sindaco di Catania nel 1886, nel 1888 e nel 1910.
Fece collocare il monumento a Garibaldi, opera dello scultore Ettore Ferrari, all'altezza della biforcazione in cui confluiscono la via Etnea e la via Caronda poiché, secondo lo storico Santi Correnti, «[...] originariamente commissionato da una città uruguaiana che non lo volle, tanto era 'brutto', fu rifilato a Catania grazie all'amicizia massonica tra l'allora sindaco di Catania Giuseppe Pizzarelli e lo scultore Ferrari (che era Gran Maestro del Grande Oriente d'Italia)». Inaugurazione del monumento garibaldino, effettivamente in programma, nei giorni del XXIII Congresso della Società nazionale Dante Alighieri per il mese di ottobre 1912 a Catania.
Fu al vertice della Massoneria etnea dal 1880 al 1923.
Fu tra i promotori dell'istituzione della Società dei macelli normali catanese (1891). Nel consiglio direttivo della Scuola serale di Arti e Mestieri, con sede nel R. Ospizio di Beneficenza di Catania, fu presidente delegato del Ministero di agricoltura, industria e commercio (1905).
Su sua proposta il Consiglio comunale di Catania deliberò per acclamazione, il 18 novembre 1911, lo stanziamento di una somma di 5.000 lire quale sussidio in soccorso delle famiglie e dei feriti nella guerra di Tripolitania, che, "così degnamente rappresentano l'onore ed il prestigio della Nazione".
Pizzarelli riposa nel "viale degli uomini illustri" del cimitero monumentale di Catania.

## Scritti
- Al consiglio comunale di Catania. Sulla istituzione dello Spedale municipale Garibaldi. Osservazioni, Galatola, Catania 1890.
- La scuola d'arti e mestieri di Catania all'Esposizione generale italiana di Torino del 1898, Catania, Tip. di C. Galatola, 1898.